# Noah Wyle
Noah Strausser Speer Wyle (Hollywood, Californië, 4 juni 1971) is een Amerikaanse acteur. Hij werd in zowel 1995, 1996, 1997, 1998 als 1999 genomineerd voor een Primetime Emmy Award voor zijn rol als Dr. John Carter in de ziekenhuisserie ER, waarvoor hij in 1997, 1998 en 1999 tevens werd genomineerd voor een Golden Globe. Samen met de gehele cast van de serie won hij in zowel 1996, 1997, 1998 als 1999 een Screen Actors Guild Award. 

## Levensloop
Wyle komt uit een gezin van zes kinderen. Na de middelbare school legde hij zich toe op acteren. 
Wyle maakte in 1985 zijn acteer- en filmdebuut in een rolletje als niet bij naam genoemde man in de westernkomedie Lust in the Dust.
In 1994 maakte hij deel uit van de originele zeskoppige cast van de televisieserie ER, die dat jaar startte. Wyle speelde hierin dokter John Carter. Toen hij in het elfde seizoen van de serie vertrok, verliet hij die als laatste lid van de originele cast. Wyle verliet de serie in het seizoen 2004-2005, maar kwam terug voor vier afleveringen in de twee seizoenen erna. Als reden voor zijn vertrek gaf hij aan dat hij meer tijd aan zijn familie wenste te besteden.

### Privé
Tijdens de opnames van de film The Myth of Fingerprints (1997) ontmoette Wyle visagiste Tracy Warbin. Op Valentijnsdag 1999 vroeg hij haar ten huwelijk; ze trouwden in mei 2000. Ze kregen in 2002 een zoon en in 2005 een dochter. Het stel scheidde in 2010. Wyle hertrouwde in 2014 met Sara Wells. In 2015 kregen zij een dochter.

## Filmografie
- Bibsys: 4102241
- Bibliothèque nationale de France: cb142402938 (data)
- Gemeinsame Normdatei: 1022921231
- International Standard Name Identifier: 0000 0001 2098 5474
- Library of Congress Control Number: no99013304
- Nationale Bibliotheek van Tsjechië: xx0155280
- Nationale Bibliotheek van Israël: 987007440122905171
- Nationale Bibliotheek van Polen: a0000001625563
- Nederlandse Thesaurus van Auteursnamen: 175162107
- Système universitaire de documentation: 060748044
- Virtual International Authority File: 2683125
- WorldCat: E39PBJrGwmh7XwYxtHdY8Krg8C